# 朴淳香
朴 淳香（ぼく じゅんこう、1965年 - ）は、日本の家政学者（身体教育学）。学位は文学修士（お茶の水女子大学・1991年）。静岡県立大学短期大学部副部長・こども学科教授。
日本女子大学家政学部助手、鶴見大学短期大学部保育科教授などを歴任した。

## 来歴

### 生い立ち
1965年（昭和40年）に生まれた。同名の学校法人により設置・運営される日本女子大学に進学し、家政学部の家政経済学科にて学んだ。1987年（昭和62年）、日本女子大学を卒業した。その後、日本国が設置・運営するお茶の水女子大学の大学院に進学し、人文科学研究科の舞踊教育学専攻にて学んだ。1991年（平成3年）、お茶の水女子大学の大学院における修士課程を修了した。それに伴い、文学修士の学位を取得した。

### 家政学者として
大学院修了後、母校である日本女子大学に採用されることになり、1993年（平成5年）より家政学部にて助手を務めた。
2002年（平成14年）、総持学園が設置・運営する鶴見大学の短期大学部に転じ、保育科の講師に就任した。2005年（平成17年）には、鶴見大学の短期大学部にて助教授に昇任した。その後、学校教育法の改正に伴い、職位が助教授から准教授となった。2014年（平成26年）、鶴見大学の短期大学部にて教授に昇任した。
2016年（平成28年）、県と同名の公立大学法人により設置・運営される静岡県立大学の短期大学部に転じ、新設されたこども学科の教授に就任した。その後、静岡県立大学の短期大学部においては、副部長も兼務した。

## 研究
専門は家政学であり、特に身体教育学といった分野の研究に従事した。具体的には、幼児の動きについて、その発達の研究に取り組んだ。また、幼稚園での教育において、健康という概念の変遷についても研究していた。学術団体としては、日本保育学会、日本小児保健学会、日本学校保健学会、幼児教育史学会、日本乳幼児教育学会、などに所属した。

## 略歴
- 1965年 - 誕生[1]。
- 1987年 - 日本女子大学家政学部卒業[2]。
- 1991年 - お茶の水女子大学大学院人文科学研究科修士課程修了[2]。
- 1993年 - 日本女子大学家政学部助手[5][6]。
- 2002年 - 鶴見大学短期大学部保育科講師[4][5]。
- 2005年 - 鶴見大学短期大学部保育科助教授。
- 2008年 - 鶴見大学短期大学部保育科准教授。
- 2014年 - 鶴見大学短期大学部保育科教授。
- 2016年 - 静岡県立大学短期大学部こども学科教授。

## 著作

### 共著
- 岩崎洋子編著『子どもの身体活動と心の育ち』建帛社、1999年。ISBN 476793138X
- 萩原元昭編著『幼児の保育と教育――質の高い保育ビジョンを求めて』学文社、2002年。ISBN 476201138X
- 岩崎洋子責任編集、岩崎洋子・伊藤輝子著『園生活から生まれる乳幼児の運動』1巻、チャイルド本社、2002年。ISBN 4805400331
- 岩崎洋子責任編集、岩崎洋子・朴淳香著『園生活から生まれる乳幼児の運動』2巻、チャイルド本社、2002年。ISBN 480540034X
- 岩崎洋子編、吉田伊津美・朴淳香・鈴木康弘著『保育と幼児期の運動あそび』萌文書林、2008年。ISBN 9784893471307
- 岩崎洋子編著、鈴木隆ほか共著『子どもの身体活動と心の育ち』2版、建帛社、2009年。ISBN 9784767932408
- 岩崎洋子編著、吉田伊津美・朴淳香・鈴木康弘著『保育と幼児期の運動あそび』2版、萌文書林、2018年。ISBN 9784893472748

### 分担執筆、寄稿、等
- 池田裕恵編『子どもの元気を取り戻す保育内容「健康」』杏林書院、2011年。ISBN 9784764411203

### 註釈
1. ↑  お茶の水女子大学は、2004年に国から国立大学法人お茶の水女子大学に移管された。